# 1/f²-Rauschen

Zeitliche Darstellung eines beispielhaften 1/f²-Rauschsignals

1/f²-Rauschen (auch „Brownsches-“, „Brown-“ oder rotes Rauschen genannt) bezeichnet ein Rauschen, bei dem sich die Leistungsdichte umgekehrt proportional zum Quadrat der Frequenz (~ 1/f²) verhält. Die Rauschleistungsdichte sinkt also auf ein Viertel, also um 6 dB, wenn sich die Frequenz verdoppelt (Oktave), entsprechend um 20 dB pro Dekade.
Beim ähnlichen 1/f-Rauschen dagegen, fällt die Rauschleistungsdichte um 3 dB je Oktave, entsprechend 10 dB pro Dekade.
Die Bezeichnungen Brown und Brownsches für 1/f²-Rauschen beziehen sich auf den schottischen Botaniker und Namensgeber der Brownschen Molekularbewegung, Robert Brown, nicht auf die Farbe „braun“ (englisch brown). Die Brownsche Molekularbewegung entspricht zum Beispiel einem 1/f²-Rauschen. Trotzdem ist, da auch andere Arten von Rauschen mit Farben bezeichnet werden („weißes Rauschen“ oder 1/f-Rauschen als „rosa Rauschen“), auch die Bezeichnung braunes Rauschen verbreitet.

## Leistungsdichtespektrum

Leistungsdichtespektrum von 1/f²-Rauschen. Die doppelt logarithmische Auftragung der Leistungsdichte über der Frequenz ergibt eine Gerade mit Steigung -2

Die Brownsche Molekularbewegung kann als stochastischer Prozess {\displaystyle W(t)} im Rahmen des Wiener-Prozesses als das Integral vom weißen Rauschen {\displaystyle \mathrm {d} W(t)} beschrieben werden:
{\displaystyle W(t)=\int _{0}^{t}\mathrm {d} W(s)}
Weißes Rauschen weist eine konstante Leistungsdichte auf:
{\displaystyle S_{0}=\left|{\mathcal {F}}\left[{\frac {\mathrm {d} W(t)}{\mathrm {d} t}}\right](\omega )\right|^{2}={\text{konstant}}}
mit der Fouriertransformation {\displaystyle {\mathcal {F}}}. Eine Eigenschaft der Fouriertransformation ist, dass sich die auftretende Ableitung als Produkt ausdrücken lässt als:
{\displaystyle {\mathcal {F}}\left[{\frac {\mathrm {d} W(t)}{\mathrm {d} t}}\right](\omega )=\mathrm {j} \omega {\mathcal {F}}[W(t)](\omega )}
mit {\displaystyle \mathrm {j} } als die imaginäre Einheit und der Kreisfrequenz {\displaystyle \omega }.
Daraus ergibt sich der Betrag des Leistungsdichtespektrums für 1/f²-Rauschen aus dem konstanten Betragsleistungsdichtespektrum {\displaystyle S_{0}} für weißes Rauschen zu:
{\displaystyle S(\omega )=\left|{\mathcal {F}}[W(t)](\omega )\right|^{2}={\frac {S_{0}}{\omega ^{2}}}}
Anschaulich kann 1/f²-Rauschen durch Filterung von weißem Rauschen mit einem Tiefpassfilter erster Ordnung mit einer Grenzfrequenz von 0 Hz erzeugt werden.
Die Leistung von idealem 1/f²-Rauschen bei niedrigen Frequenzen bis {\displaystyle \omega _{0}>0} ist {\displaystyle P(\omega _{0})=\textstyle \int _{0}^{\omega _{0}}S(\omega )\,\mathrm {d\omega } =[-S_{0}/\omega ]_{0}^{\omega _{0}}=\infty }, also unendlich groß. Zur Realisierung von 1/f²-Rauschen muss daher ein niederfrequenter Anteil künstlich abgeschnitten werden, beispielsweise durch eine Hochpassfilterung.
1/f²-Rauschen kann auch hörbar gemacht werden, allerdings ist der Frequenzanteil durch den starken Abfall des Leistungsdichtespektrums von 20 dB pro Dekade auf niederfrequente Signalanteile beschränkt, so dass primär für den Menschen nicht oder nur schwer  wahrnehmbarer Infraschall auftritt.

## Visualisierung
1/f²-Rauschen kann visualisiert werden, indem eine diskrete zweidimensionale komplexe Funktion mit bihyperbolisch abfallender Amplitude und zufälliger Phase invers fourier-transformiert wird. Der Betrag der komplexwertigen Fourier-Rücktransformierten kann sowohl einfarbig (Graustufen) als auch getrennt für die drei Farbkanäle als RGB-Signal ausgegeben werden.
1/f²-Rauschen kann theoretisch hörbar gemacht werden, indem eine diskrete eindimensionale komplexe Funktion mit einer mit bihyperbolisch abfallenden Amplitude und zufälliger Phase invers fourier-transformiert wird. Allerdings ist der Frequenzanteil auf sehr niederfrequente Signale beschränkt, so dass der Infraschall für den Menschen nicht hörbar ist.
|                                             | 1/f²-Rauschen                               |
| ------------------------------------------- | ------------------------------------------- |
| Zweidimensionale, farbige Rauschsignale     | Zweidimensionale, farbige Rauschsignale     |
| Zweidimensionale, graustufige Rauschsignale | Zweidimensionale, graustufige Rauschsignale |

## Farbanalogie des Namens
Der Begriff Rotes Rauschen wurde mit einer vergleichbaren Farbanalogie wie die Begriffe Weißes Rauschen und Rosa Rauschen gebildet. Da im Leistungsdichtespektrum von Rotem Rauschen die niedrigeren Frequenzen noch stärker dominieren als beim Rosa Rauschen, entspricht der daraus – im übertragenen Sinne – entstehende Farbeindruck etwas, das röter ist als rosa.

## Gesundheitliche Wirkung
Positive Wirkungen von akustischem Weißem Rauschen in Zusammenhang mit ADHS wurden 2007 und solche von Rotem Rauschen 2020 in Zusammenhang mit Produktivität am Arbeitsplatz publiziert, dies wurde seit 2022 auf sozialen Medien viral verbreitet.